# Like I Do (canción de David Guetta, Martin Garrix y Brooks)
«Like I Do» es una canción  del productor récord francés David Guetta y los productores de música holandeses Martin Garrix y Brooks. Escrito por Talay Riley, Sean Douglas, Nick Seeley, Robert Bergin y sus productores Guetta, Garrix, Brooks y Giorgio Tuinfort, esté fue liberado el 22 de febrero de 2018 por What a Music, Big Beat, Atlantic y Parlophone Records.
Martin Garrix originalmente estrenó la canción durante su Festival TimeOut72 en Goa, India. El 14 de febrero de 2018, David Guetta y Brooks lanzaron un teaser de la canción en las redes sociales, revelando su fecha de lanzamiento. Un concurso de remixes para la canción se llevó a cabo en asociación con la aplicación Soonvibes, los ganadores fueron seleccionados como parte de los remixes oficiales.

## Antecedentes
David Guetta dijo acerca de la canción: «Cuando llegamos al estudio ya estábamos trabajando en varias pistas. Después de ver la gran respuesta en 'So Far Away', pensamos que no lo haríamos», luego dije «lanzaremos otra canción de inmediato». Garrix agregó: «David es una leyenda. Le tengo mucho respeto como artista y estoy muy feliz de que pudiéramos lanzar otra canción junto con Brooks con el que he trabajado en otros discos antes. Creo que es uno de los productores más talentosos que hay».

## Composición
«Like I Do» es una pista de future house  presentando voces vocales de Stargate. Combina elementos de house progresivo y pop con «heavy bass y un beat listo para la pista de baile». En las primeras líneas, la voz se eleva «sobre sintetizadores brillantes y una producción burbujeante», antes de convertirse en «un earworm-core digno». Según Kat Bein de Billboard, la canción es «un stomping mezcla de cuernos y graves aquello es funky».

## Recepción crítica
En una crítica positiva, un colaborador de Your EDM consideró la canción como «un nuevo lanzamiento maravillosamente melódico que es un éxito de radio seguro con una caída amigable con EDM que los fanáticos de Garrix y Brooks apreciarán».
Mike Nied de Idolator dijo que la colaboración era «refrescante» y que la canción era «una mezcla de todos sus respectivos sonidos».

## Lista de canciones
| Descarga digital |             |          |  |
| N.º              | Título      | Duración |  |
| 1.               | «Like I Do» | 3:22     |  |

| EP (Remixes; Soonvibes Contest) |                                         |          |  |
| N.º                             | Título                                  | Duración |  |
| 1.                              | «Like I Do» (Dasko & Agrero remix)      | 2:58     |  |
| 2.                              | «Like I Do» (Upsilone remix)            | 2:50     |  |
| 3.                              | «Like I Do» (Jumpexx remix)             | 4:07     |  |
| 4.                              | «Like I Do» (Foxa and Conor Ross remix) | 3:43     |  |
| 5.                              | «Like I Do» (Edson Faiolli remix)       | 5:10     |  |

## Posicionamiento en listas
| Lista (2018)                                | Mejor posición |
| ------------------------------------------- | -------------- |
| Alemania (Media Control AG)                 | 23             |
| Australia (ARIA)                            | 73             |
| Austria (Ö3 Austria Top 40)                 | 20             |
| Bélgica (Flandes) (Ultratop 50)             | 42             |
| Bélgica (Valonia) (Ultratip Bubbling Under) | 2              |
| Canadá (Canadian Hot 100)                   | 74             |
| Dinamarca (Tracklisten)                     | 35             |
| Escocia (Scottish Singles Sales Chart)      | 62             |
| Finlandia (OFC)                             | 18             |
| Francia (SNEP)                              | 20             |
| Hungría (Dance Top 40)                      | 30             |
| Irlanda (IRMA)                              | 26             |
| Italia (FIMI)                               | 83             |
| Países Bajos (Dutch Top 40)                 | 13             |
| Países Bajos (Mega Single Top 100)          | 21             |
| Noruega (VG-lista)                          | 9              |
| Polonia (Polish Airplay Top 100)            | 24             |
| Portugal (AFP)                              | 61             |
| Suecia (Sverigetopplistan)                  | 15             |
| Suiza (Schweizer Hitparade)                 | 22             |
| Reino Unido (UK Dance Chart)                | 3              |
| Reino Unido (UK Singles Chart)              | 29             |